# Eumyrmococcus smithii
Eumyrmococcus smithii är en insektsart som beskrevs av Filippo Silvestri 1926. Eumyrmococcus smithii ingår i släktet Eumyrmococcus och familjen ullsköldlöss. Inga underarter finns listade i Catalogue of Life.